# Giuseppe Croff

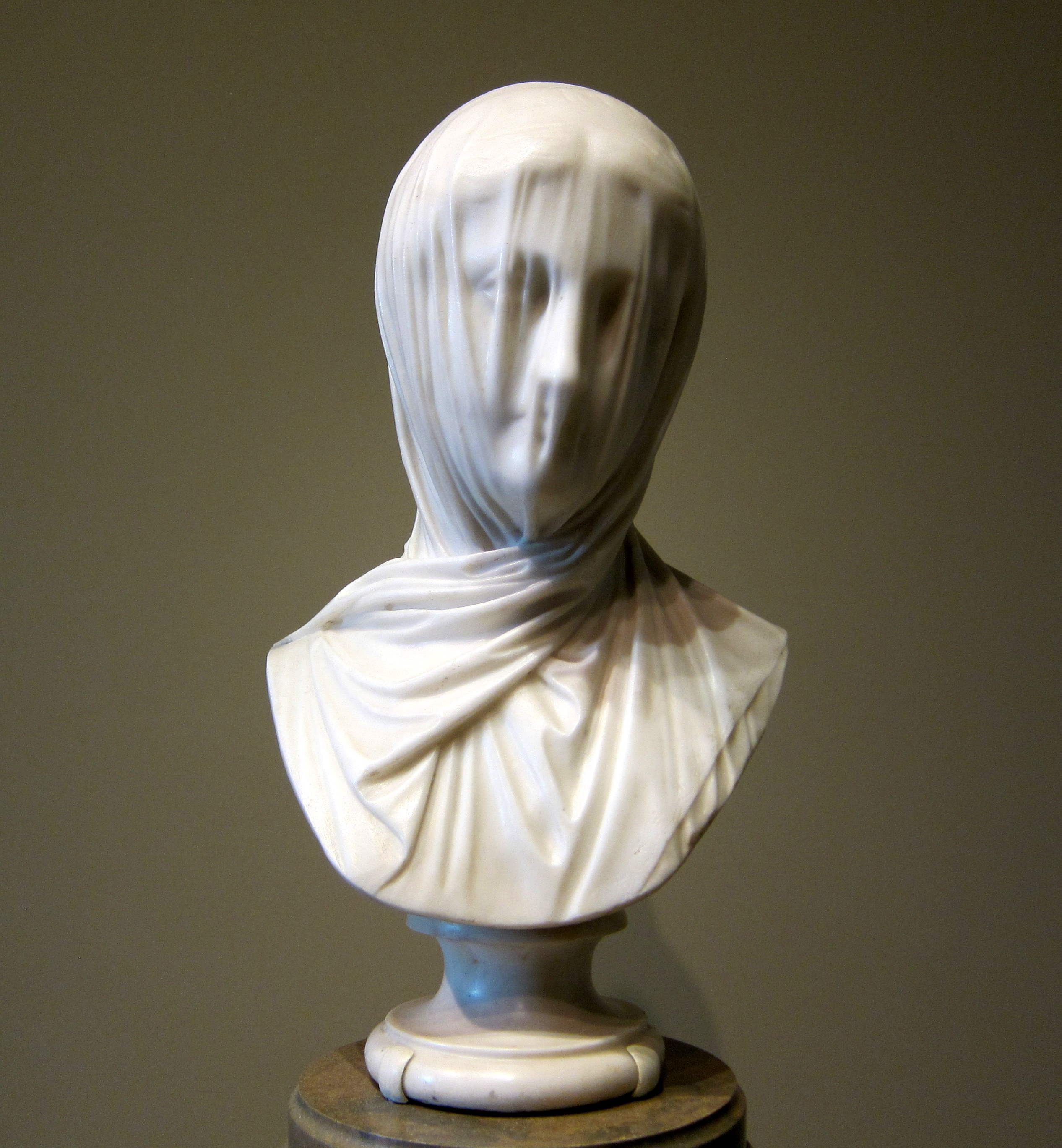
Suora velata, conservata presso la National Gallery of Art di Washington, precedentemente attribuita all'artista..

Giuseppe Croff (Milano, 1810 – Torno, 20 novembre 1869) è stato uno scultore italiano.

## Biografia
Figlio di Jean, economo della zecca di Milano e Laura Zemara, ebbe come fratello Luigi, che fu pittore e successivamente apprezzato botanico.
Fu allievo all'accademia di belle arti di Brera di Pompeo Marchesi, che lo spinse al neoclassicismo. Le sue prime opere non ottennero il successo della critica, costringendolo a chiedere l'appoggio, insieme al fratello, a Pelagio Pelagi per ottenere qualche commissione ed aiuto nei concorsi.
Nel 1837 iniziò a lavorare per la Veneranda Fabbrica del Duomo di Milano. per cui scolpì due delle sue opere più apprezzate ovvero le statue di san Giovanni di Dio e santa Seconda Martire. Pur sempre impegnato nella fabbrica del Duomo, Croff continuò ad esporre in Italia ed all'estero in mostre e rassegne. Inoltre grazie alle conoscenze del fratello, divenne ricercato decoratore per le ville del lago di Como.